# I due mariti di Ruth
I due mariti di Ruth (Die beiden Gatten der Frau Ruth) è un film del 1919 diretto da Rudolf Biebrach.

## Produzione
Il film fu prodotto dalla Messter Film GmbH (Berlin).

## Distribuzione
Distribuito dall'Universum Film (UFA), uscì nelle sale cinematografiche tedesche il 13 luglio 1919. In Italia ottenne il visto di censura 15290 nell'agosto 1920.